# Damir Burić (nogometaš)
Damir Burić (Split, 7. srpnja 1964.) hrvatski je nogometni trener i bivši nogometaš. Trenutačno je bez kluba.

## Karijera

### Klupska karijera
Igračku karijeru započeo je u omladinskoj školi RNK Splita. S 24 godine otišao je u tadašnjeg njemačkog bundesligaša SV Waldhof Mannheim, a zatim je igrao za SC Freiburg i Borussiju Mönchengladbach gdje je 2000. okončao igračku karijeru.

### Trenerska karijera
Po završetku igračke karijere nastavio je raditi trenerski posao. Bio je pomoćni trener druge momčadi Freiburga, pomoćni trener u prvoj momčadi Freiburga, pomoćni trener Bayer Leverkusena i Werder Bremena. U tim je klubovima surađivao s Volkerom Finkeom i Robinom Duttom. Na europskom prvenstvu za igrače do 21 godine odigranom 2013. u Izraelu bio je član stožera njemačkog izbornika Rainera Adriona.
Dana 29. svibnja 2015. godine postao je trener Hajduka iz Splita. Burićeva avantura na Poljudu počela je dobro. Hajduk se u kvalifikacijama za Europsku ligu predstavio dobrim igrama i pobjedama sve do play off-a. Slovan Liberec je u dva navrata bio bolji s rezultatom 1-0. Sezona je ponudila mnogo. Od briljantnih partija i pobjeda do slabih igara i velikih poraza. Valja istaknuti da se Hajduk do zimske pauze i dobro držao, no u prijelaznom roku su transfere ostvarili bitni igrači poput Mije Caktaša, Gorana Milovića i mlade nade Andrije Balića. Na proljeće su se dogodile i najslabije igre i najveći porazi i vjerojatno je to stajalo glave Damira Burića. Šolta je imao podršku i navijača i uprave za sljedeću sezonu, no u travnju je predsjednik Hajduka Marin Brbić iznenada smijenjen, a novi predsjednik Ivan Kos je u lipnju 2016. godine Burića smijenio. Njegov nasljednik je postao Slovenac Marijan Pušnik.
Početkom 2017. godine preuzeo je austrijskog prvoligaša Admiru Wacker.
Dana 9. rujna 2017. godine napušta Admiru Wacker i preuzima njemačkog drugoligaša Greuther Fürth, s kojim potpisuje dvogodišnji ugovor. Dana 4. veljače 2019. godine napušta njemačkog drugoligaša.
Nakon Hajdukovog šokantnog ispadanja od malteške Gzire United u 1. pretkolu Europske lige 18. srpnja 2019. i smjene trenera Siniše Oreščanina, 20. srpnja 2019. Burić je opet trener Hajduka.
Dana 19. prosinca 2019. odlukom savjetnika Uprave Marija Stanića te športskog direktora Ivana Kepčije smijenjen s trenerske pozicije u Hajduku. 